# Butler Institute of American Art
Butler Institute of American Art – muzeum sztuk pięknych położone w Youngstown (stan Ohio, USA) przy 524 Wick Avenue. Muzeum, znane na świecie jako „muzeum Ameryki”, jest pierwszym muzeum poświęconym sztuce amerykańskiej. Budynek główny z 1919 znajduje się na liście National Register of Historic Places. Misją muzeum jest gromadzenie wszelkiego rodzaju dzieł sztuki stworzonych przez Amerykanów. W jego zbiorach znajduje się obecnie ponad 20 000 eksponatów.

## Historia
Pomysłodawcą muzeum był Joseph G. Butler Jr., przemysłowiec z Youngstown, jeden z pierwszych kolekcjonerów sztuki koncentrujących się wyłącznie na sztuce amerykańskiej. W 1917 zlecił on spółce architektonicznej McKim, Mead and White zaprojektowanie muzeum dla umieszczenia w nim swojej kolekcji. Budynek został zbudowany w stylu włoskiego renesansu z białego marmuru, pochodzącego ze stanu Georgia, i otwarty dla publiczności w październiku 1919. Na przestrzeni swych dziejów przeszedł on kilka zmian. W 1931 do północnej i południowej strony pierwotnego budynku dobudowano dwa skrzydła, a w 1967 na piętrze utworzono galerie. Dobudowanie w 1987 West Wing, w którym umieszczono galerie Court Beecher oraz atrium, umożliwiło większy udział publiczności w programie oferowanym przez muzeum (wystawy objazdowe, koncerty, odczyty, spotkania społeczności i imprezy prywatne). W 1991 w pobliskim hrabstwie Columbiana, około 40 km na południe od Youngstown, otwarto filię Salem, w której wystawione są dzieła z kolekcji stałej muzeum, prace artystów miejscowych oraz czołowych artystów amerykańskich. Filia Salem jest finansowana przez Salem Community Foundation.
Najbardziej znaczące zmiany dokonane w XXI w. to oddanie do użytku budynku Beecher Center, zbudowanego w roku 2000, przeznaczonego do przechowywania zbiorów sztuki cyfrowej i elektronicznej, oraz budynku Andrews Pavilion, otwartego w roku 2002, mieszczącego muzealną kawiarnię, sklep z pamiątkami i atrium z kolekcją rzeźb. W 2005 muzeum zakupiło sąsiednią nieruchomość – budynek byłego kościoła First Christian Church, co umożliwiło dalsze rozszerzenie działalności.
Budynek główny muzeum został w 1974 wpisany na listę Miejsc Historycznych USA (poz. #74001567).

## Zbiory
Kolekcja muzeum obejmuje dzieła sztuki z okresu czterech stuleci i ułożona jest w porządku chronologicznym, przez co ilustruje historię Ameryki. 

### Malarstwo amerykańskie XIX w.
Jedną z najcenniejszych pozycji w zbiorach muzeum jest obraz Snap the Whip, namalowany w kilku wersjach w 1872 przez jednego z czołowych artystów amerykańskich, Winslowa Homera; należy do najbardziej kontrowersyjnych i zarazem najczęściej reprodukowanych prac tego artysty. Obraz, przedstawiający grupę dzieci bawiących się przed budynkiem małej szkoły, stał się amerykańskim odpowiednikiem Mony Lisy.
Kolejne arcydzieła XIX-wiecznej sztuki amerykańskiej w zbiorach muzeum to obrazy:
– Przydrożne spotkanie Alberta Pinkhama Rydera, namalowany w latach 80. XIX w., przedstawiający jeźdźca, który zatrzymał się na polance, aby porozmawiać z kobietą prowadzącą małe dziecko,
– Po polowaniu Williama Michaela Harnetta,
– dwa okazałe portrety pędzla amerykańskiego realisty Thomasa Eakinsa.

### Hudson River School
Dzieła artystów należących do Hudson River School reprezentowane są przez prace Setha Eastmana, Thomasa Cole'a, Ashera Browna Duranda i Thomasa Doughty.

### Marina
Dział pejzaży morskich zawiera obrazy pędzla takich artystów jak: Fitz Hugh Lane, Martin Johnson Heade, Edward Moran, John Marin i Arthur Dove.

### Impresjonizm amerykański
Ozdobą kolekcji amerykańskiego impresjonizmu jest obraz Roberta Vonnoh Na flandryjskim polu, gdzie śpią żołnierze i rosną maki. Inni artyści reprezentowani w tym dziale to: Edward Henry Potthast, Theodore Robinson, John Singer Sargent, Mary Cassatt, Gari Melchers i Frank Weston Benson (obraz Czerwień i złoto z 1915, będący przykładem portretu impresjonistycznego.

### American Western collection
W Kolekcji Amerykańskiego Zachodu eksponowane są prace artystów tworzących pod koniec XIX i w XX w. Podstawę kolekcji stanowią, przedstawiające życie Indian Hopi, zmysłowe obrazy pędzla Elbridge'a Ayera Burbanka oraz imponujący Szlak od Oregon Alberta Bierstadta. Inni artyści, których prace zgromadzone są w tym dziale, to: George Luks (obraz Cafe Francis), Robert Henri, Maurice Brazil Prendergast, Charles Sheeler, Georgia O’Keeffe, Edward Hopper (obraz Miasto węglowe w Pensylwanii), Charles Ephraim Burchfield (obraz Wrześniowy wiatr i deszcz), Robert Rauschenberg, Chuck Close i George Segal.

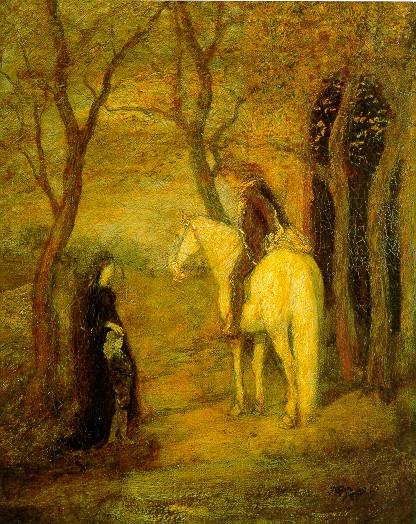
Albert Pinkham Ryder, Przydrożne spotkanie, po 1880
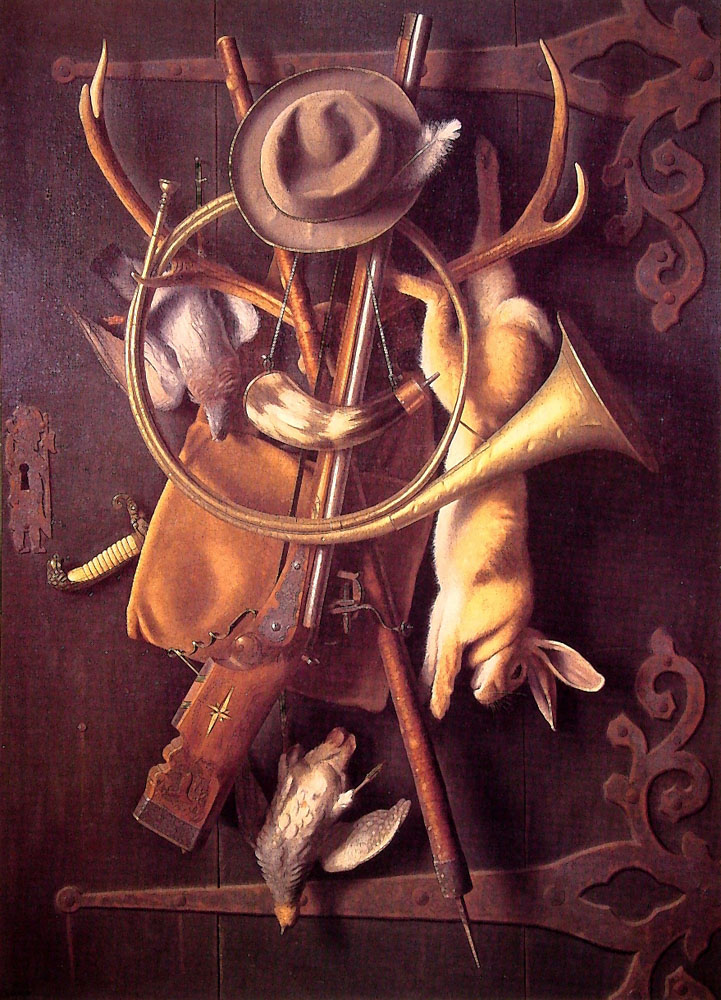
William Michael Harnett, Po polowaniu, 1884
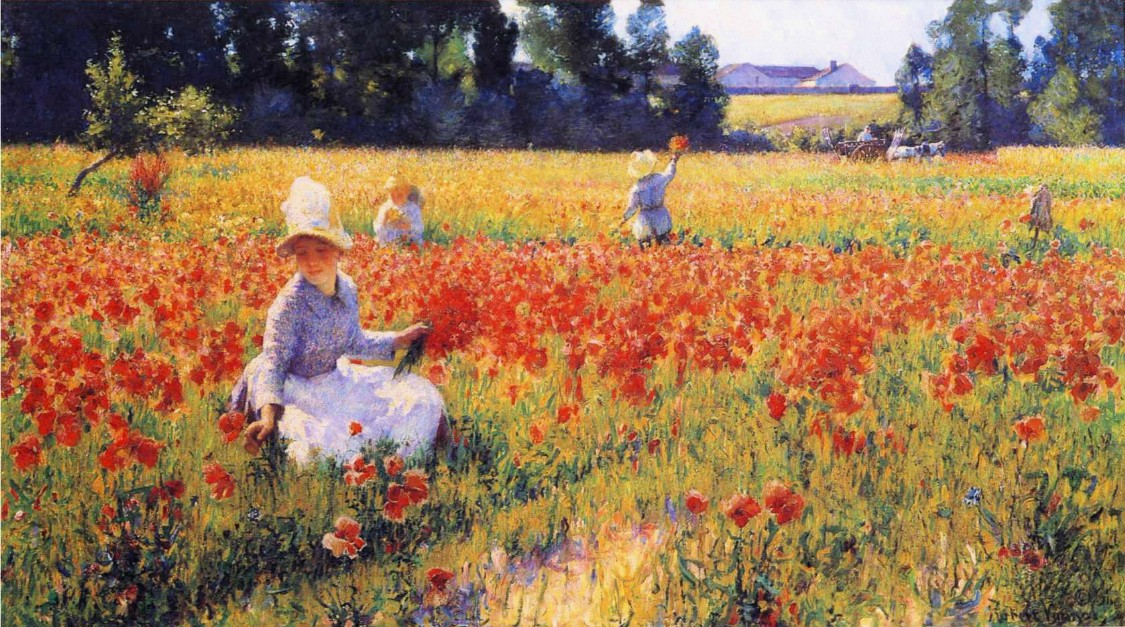
Robert Vonnoh, Na flandryjskim polu, gdzie śpią żołnierze i rosną maki, 1890
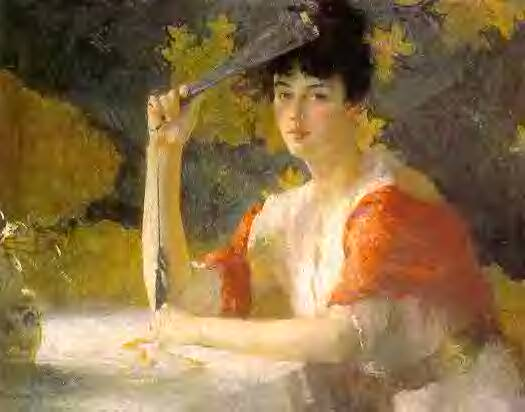
Frank Weston Benson, Czerwień i złoto, 1915